# Вяра ТВ
Вяра ТВ е български телевизионен канал.

## История
Каналът е създаден през 2006 г.
Програмата на канала е политематична. Телевизията отразява широк спектър въпроси, които засягат на историята, културата, образованието, етнологията, фолклора, религията и проблемите на българите в чужбина.
На 5 септември 2006 година в София е учреден Надзорния духовен съвет на Вяра ТВ. Целта на съвета е изграждане на програмна схема с актуални телевизионни предавания.
Председател на съвета е Благовест Белев, собственика на продуцентската компания „Шалом ТВ“. В съвета още присъстват писателят-историк Борислав Дичев и издателката Димитрина Николова, актьорът Даниел Ангелов и адвокатът Валерий Ждраков. Създателят на много религиозни сайтове Доний Донев отговаря за интернет пространството на медията.
Каналът е закрит през 2009 г.

## Предавания
- Среща с Благовест Велев
- В търсене на истината
- Религиозен пулс
- Обичам музиката
- Багрите на българското
- В света на религиите
- Страстна седмица
- И още нещо
- Наследство
- Насаме с Никола Глюзелев
- Библейски събития
- Тържество на Прославието
- Музикални диалози
- Съкровищница
- Прославен живот
- Православни дни
- Живот в светлина
- Свети образи с вяра и любов
- Триптих
- Литургия